# Смертельная белизна
«Смертельная белизна» (англ. Lethal White) — четвёртый роман в серии книг о частном детективе Корморане Страйке, написанный Джоан Роулинг и опубликованный под псевдонимом Роберт Гэлбрейт. Выход книги в Великобритании состоялся 18 сентября 2018 года, в России — в феврале 2019.

## Сюжет
Действие начинается с пролога, сразу же после финала предыдущей книги. Робин Эллакотт на своей послесвадебной вечеринке узнаёт, что Корморан Страйк поймал Шэклвельского потрошителя (Дональда Лэйнга) и уже все, кроме самой Робин, знают об этом. А когда Страйк сообщает ей, что всю неделю пытался с ней связаться, она осознаёт, что все его сообщения стёр её молодой муж Мэттью Канлифф. Это сразу сеет семена разлада в их браке, но в итоге они всё же уезжают на медовый месяц. Перед отъездом Робин соглашается вернуться к Страйку как полноценный младший партнёр и обменивается с ним крепкими объятиями, которые оставляют у обоих эмоциональное послевкусие.
Основное действие начинается через год (в 2012). В свете трёх громких дел бизнес Страйка и Робин настолько расширился, что им пришлось увеличить штат работников. Отношения между друзьями изменились: оба не могут до конца разобраться в своих чувствах друг к другу и обижаются на свои текущие семейные статусы (Робин несчастлива с браке с Мэттью, который никак не перестаёт ревновать жену, а Страйк завёл новую девушку Лорелею, вызывая у Робин чувство ненужности). Внезапно к Страйку в бюро наведывается психически больной юноша Билли Найт, который утверждает, что в детстве стал свидетелем удушения и захоронения младенца несколькими взрослыми. Страйк невольно отпугивает парня, но всё же история Билли цепляет его и он решает её проверить.
На следующий день Страйка и Робин нанимает высокопоставленный клиент — министр культуры Джаспер Чизвелл, которого кто-то шантажирует вещью из прошлого (по утверждению самого Чизвелла, в те времена эта вещь была законна, а ныне нет). Он отказывается раскрывать предмет шантажа, но обещает приличный гонорар, побудив Страйка согласиться. Страйк в своё время имел косвенную связь с семьёй Чизвелл, так как в армии расследовал гибель его сына Фредди (любимца отца). Остальную семью составляет дочери Иззи (также знакомая Страйка) и Физзи (София), внебрачный сын Рафаэль (недавно освобождённый из тюрьмы за убийство в ходе пьяного вождения) и ментально нестабильная жена Кинвара, помешанная на лошадях.
Страйк отправляет Робин в палату общин работать под прикрытием, дабы опознать шантажиста. Изменив внешность и взяв имя «Венеция Холл», Робин расставляет в нескольких кабинетах жучки и в результате узнаёт, что один из недругов Чизвелла, Герайнт Уинн, тайно присваивает себе деньги из благотворительного фонда своей жены, слепого министра спорта Делии Уинн. Однако затем Страйк невольно обращает на них лишнее внимание прессы, остановив издевательство над Чизвеллом со стороны крайне левого активиста Джимми Найта (брата Билли). Чизвеллу удаётся немного унять ситуацию за счёт похода со Страйком и Робин на благотворительный бал по случаю предстоящего открытия Летних Олимпийских игр, в ходе которого Страйк неожиданно встречает свою бывшую невесту Шарлотту Кэмпбелл, беременную двойней от своего мужа Джейго Росса. Страйк быстро осознаёт, что она хочет вернуться к нему из-за его новой популярности, но с отвращением отказывает ей, особенно после того, как она в открытую ему признаётся в намерении бросить будущих детей из-за неспособности и нежелания быть матерью.
На следующий день Чизвелл вызывает Страйка и Робин к себе (видимо, намереваясь уволить), но по прибытии они обнаруживают его мёртвым; причина смерти — удушье совместно с передозировкой гомеопатического препарата. Полиция принимает это за суицид, но Иззи уверена в обратном и нанимает Страйка расследовать (заодно рассчитавшись с ним за услуги для её отца). Страйк и Робин уверены, что смерть Чизвелла связана с шантажистом, но все его родные уверены в причастности Кинвары, думая, что она пытается отнять у них остатки семейного наследия.
Тем временем Робин всё ещё борется с паническими атаками, начавшимися после нападения Шэклвельского потрошителя, а также всё сильнее жалеет о свадьбе с Мэттью, с которым решила остаться лишь из-за перенесённой им серьёзной инфекции. Её мучения прекращаются, когда она обнаруживает, что Мэттью всё это время продолжал ей изменять со своей подругой из университета Сарой Шэдлок. Увидев, что она решила уйти, Мэттью обрушивает на неё новый поток ревнивой брани, но её твердость и готовность физически отбиваться заставляют его неохотно отступить. Страйк помогает Робин оправиться от этой истории, а также подселяет к своим старым друзьям — Нику и Илсе Гербертам. После этой истории Робин ещё больше начинает задумываться о своих чувствах к Страйку.
У Корморана личная жизнь тоже не без событий: его средний племянник Джек попадает в больницу с разрывом аппендикса, и Страйк преданно и неотступно дежурит у его постели вплоть до прибытия его родителей (своей сестры Люси и её мужа Грега). Это заставляет Страйка впервые пожалеть о своей отдалённости от племянника, который боготворит дядю и мечтает тоже стать военным. В результате после его выздоровления они весь семейный ужин проводят за милой беседой друг с другом, вызывая умиление Люси и недовольство Грега, завидующего шурину.
Продолжив расследовать дело о шантаже, Страйк и Робин узнают, что когда-то давно Джек Найт, отец Билли и Джимми, строил виселицы для Чизвелла, пока смертная казнь не была объявлена вне закона по всему Евросоюзу. После этого две оставшиеся виселицы продали за границу, где одна из них была украдена и использована повстанцами для убийства невинного британского студента. Шантажистом оказался Джимми, захотевший честной наследственной платы за своё участие в изготовлении тех виселиц, но не сумевший ничего добиться. Билли же оставлял на виселицах нарезные изображения лошадей, которые служили доказательством связи этих виселиц с Чизвеллом.
В итоге выясняется, что всё это время убийцей был Рафаэль: он случайно обнаружил, что картина с изображением лошадей, хранившаяся в доме Чизвеллов, является давно утерянной работой Джорджа Стаббса, изображающей лошадь и её жеребёнка, умершего от «синдрома смертельной белизны». Если подлинность картины будет доказана, её стоимость составит более двадцати миллионов фунтов. Чувствуя себя парией среди остальных Чизвеллов и выросший среди ненависти, Рафаэль соблазнил Кинвару и уговорил её помочь ему с манипуляциями с картиной, а затем и с убийством отца. В попытках себя прикрыть Рафаэль похищает Робин с намерением застрелить, но её способность заговаривать людей и прозорливость Страйка спасают её. Кинвара также во всём признаётся.
Через месяц Страйк, Робин и Иззи Чизвелл встречаются с выписанным Билли и сообщают ему, что на самом деле его рассказ об удушении ребёнка был гибридом двух воспоминаний: удушенным (но не убитым) ребёнком был Рафаэль(отцов любимчик Фредди придушил Рафаэля до потери сознания,а на жалобу малыша отец не обратил внимания,чем и посеял в ребёнке семена будущей ненависти),  а в землю закопали маленькую лошадь, убитую Фредди Чизвеллом в отдельном происшествии. Билли примиряется со своими воспоминаниями, а Робин и Страйк идут по домам.

## Экранизация
Роулинг официально подтвердила, что книга будет экранизирована в рамках сериала «Страйк».. Адаптация, аналогично книге, стала самой продолжительной за сериал и составила четыре серии. Начало показа сериала было запланировано на 30 августа 2020 года.